# Perros del programa espacial soviético

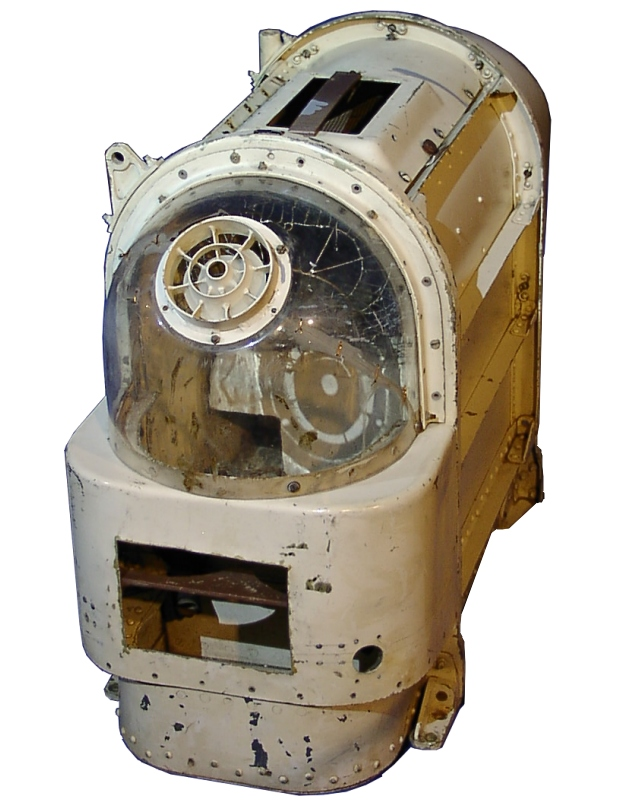
Cápsula espacial original en la que viajaban los perros en sus viajes orbitales y suborbitales.

Durante los años 1950 y 1960, el Gobierno de la Unión Soviética utilizó varios perros en vuelos suborbitales y dentro de órbita para determinar que cualquier cosmonauta humano sea capaz de aguantar una hipotética misión espacial. En este periodo, la Unión Soviética realizó el lanzamiento de 57 cohetes en los que los pasajeros eran perros. El número real de canes en el espacio fue menor, puesto que algunos volaron en más de una ocasión. La mayoría sobrevivió, mientras que unos pocos fallecieron por causas técnicas o bien, como en el caso de la perra Laika, previstas desde el comienzo de la misión.

## Entrenamiento
Los perros fueron los animales escogidos por los científicos, puesto que son los que en mejores condiciones físicas se pueden encontrar durante largos periodos de inactividad. Como parte del entrenamiento, eran confinados en pequeñas cajas durante 15 o 20 días. Los perros callejeros, al igual que los demás animales, tenían que acostumbrarse a la caseta. Transcurrido el tiempo, los científicos seleccionaban aquel que fuera capaz de aguantar el riguroso y estresante vuelo espacial. Los perros de sexo femenino eran escogidos por su temperamento y porque el traje estaba diseñado especialmente para las hembras en caso de defecar u orinar.
Los entrenamientos incluían estarse quietos durante largos periodos de tiempo, utilizar trajes espaciales, entrar en simuladores y meterse en una centrifugadora que va dando vueltas a gran velocidad para simular el despegue y la aceleración para prepararles. Los perros que iban a orbitar eran alimentados a base de una comida gelatinosa rica en proteínas y fibra, que les permitía no defecar durante periodos largos de tiempo, mientras estaban en el pequeño módulo espacial. Los científicos informaban de que más del 60 % de los canes que regresaron de la órbita sufrieron estreñimientos y colelitiasis.

## Vuelos suborbitales
Los perros fueron lanzados a una altitud superior a 100 km a bordo de misiles R-1 desde 1951 a 1956. Los animales llevaban traje de presión y escafandras de cristal acrílico. De 1957 a 1960 se lanzaron once vuelos en misiles R-2 que llegaban hasta 200 km, y en 1958, tres más a una altitud de 450 km con misiles R-5. En los modelos R-2 y R-5 los perros iban dentro de cabinas presurizadas.

### Dezik, Tsygan y Lisa
Dezik, Tsygan fueron los primeros perros en realizar un vuelo suborbital el 22 de julio de 1951. Ambos canes sobrevivieron sin herida alguna después de viajar a una altitud máxima de 110 km. Dezik volvió a hacer otro vuelo suborbital en septiembre del mismo año junto con Lisa, aunque en esta ocasión, ninguno de los dos sobrevivió. Tras el fallecimiento de Dezik, Tsygan fue adoptado por el físico Anatoli Blagonravov.

### Lisa 2 y Ryzhik
El 2 de junio de 1954, Lisa 2 y Ryzhik alcanzaron una altitud de 100 km.

### Smelaya y Malyshka
Smelaya debía realizar un vuelo en septiembre, pero se escapó un día antes del lanzamiento, sin embargo fue encontrado al día siguiente y tuvo un vuelo satisfactorio junto con Malyshka.

### Bolik y ZIB
En septiembre de 1951, Bolik se escapó días antes del despegue programado y fue sustituida por ZIB (i.e. ЗИБ) (acrónimo en ruso de Sustituto del Extraviado Bolik), un perro callejero que encontraron merodeando por las instalaciones y que no estaba entrenado, no obstante la misión fue un éxito.

### Otvazhnaya y Snezhinka
El 2 de julio de 1959, Otvazhnaya (perro cosmonauta que realizó al menos 5 vuelos entre 1958 y 1960) junto con Snezhinka. En esta ocasión un animal de otra especie, un conejo llamado Marfusha les acompañó. A lo largo de 1959 y 1960 realizó otros vuelos.

### Albina y Tsyganka
Albina y Tsyganka fueron lanzadas a 85 km de altitud y aterrizaron ilesas. Albina fue uno de los perros preparados para volar en el Sputnik 2.

### Damka y Krasavka
El 22 de diciembre de 1960, Damka y Krasavka realizaron un vuelo orbital como parte del programa Vostok, pero la misión se vio afectada por varios fallos técnicos. Una de los propulsores falló y volvieron a entrar en la atmósfera tras un accidentado viaje de 214 km. en caso de un retorno de emergencia, los perros serían eyectados, pero el mecanismo de eyección se averió y se produjo un cortocircuito. El equipo de autodestrucción del aparato disponía de una hora, por lo que mandaron a un equipo a localizar la cápsula, la cual se había estrellado en la nieve después del impacto. Finalmente consiguieron desactivar el mecanismo y abrir la cápsula, aunque tardaron dos días bajo temperaturas de -45º y sin mostrar signos aparentes de vida hasta que empezaron a oír ladridos. Después de un accidentado viaje, los canes volvieron a Moscú vivos.

### Bars y Lisichka
El 28 de julio de 1960, Bars y Lisichka tenían que orbitar dentro del programa Vostok, pero fallecieron a los 28,5 segundos del despegue tras producirse una explosión del lanzador. El cohete 8K72 sufrió un incendio en una de las cámaras de combustión del bloque G de la primera etapa. Como resultado, el lanzador perdió el rumbo y se desintegró 28,5 segundos después del despegue, ocasionando la muerte de los dos animales. Hasta el mismísimo ingeniero jefe Serguéi Korolyov se mostró desolado por la pérdida. Antes del lanzamiento, era habitual ver a Koroliov jugando con Lisichka en el cosmódromo.

### Otros perros
Otros canes más realizaron vuelos suborbitales, entre los que se encuentran Dymka, Modnitsa y Kozyavka.
En septiembre de 1951 volaron otros cuatro perros, y entre dos o más se perdieron.

### Zhulka y Zhemchuzhina
El 22 de diciembre de 1960  se lanzó la nave espacial Vostok 1K No. 6 con el satélite Sputnik-7-1 desde el cosmódromo de Baikonur. Esta nave transportaba a las perras cosmotautas Zhulka y Zhemchuzhina. Algún tiempo después del lanzamiento, debido a la destrucción del generador de gas de la tercera etapa del vehículo de lanzamiento, la nave se desvió de su rumbo.  a una altitud de 214 км se produjo una separación de emergencia del módulo de descenso, que aterrizó 65 km al suroeste de la aldea de Tura en Evenkia. El vehículo de descenso resultó ileso y el sistema de expulsión falló durante el lanzamiento, lo que  salvó la vida de las perras, que sobrevivieron dentro del módulo de descenso, aisladas térmicamente.

## Vuelos orbitales

### Laika
Laika fue el primer can en orbitar a bordo del Sputnik 2 el 3 de noviembre de 1957. Algunos la llamaron el primer pasajero vivo en viajar al espacio, pero la mayoría de los vuelos suborbitales rebasaron el límite con el espacio. Falleció entre las cinco y siete horas del despegue debido al estrés y a un colapso térmico. No fue hasta octubre de 2002 cuando se reveló la causa de la muerte; fuentes oficiales informaron que falleció cuando se agotó el oxígeno. En 1998 se celebró en Moscú, una conferencia de prensa en el que Oleg Gazenko, científico veterano en la era soviética, involucrado en el proyecto declaró:

Cuanto más tiempo pasa, más culpable me siento. No hemos aprendido nada desde aquella misión para justificar la muerte del perro...".

### Belka y Strelka

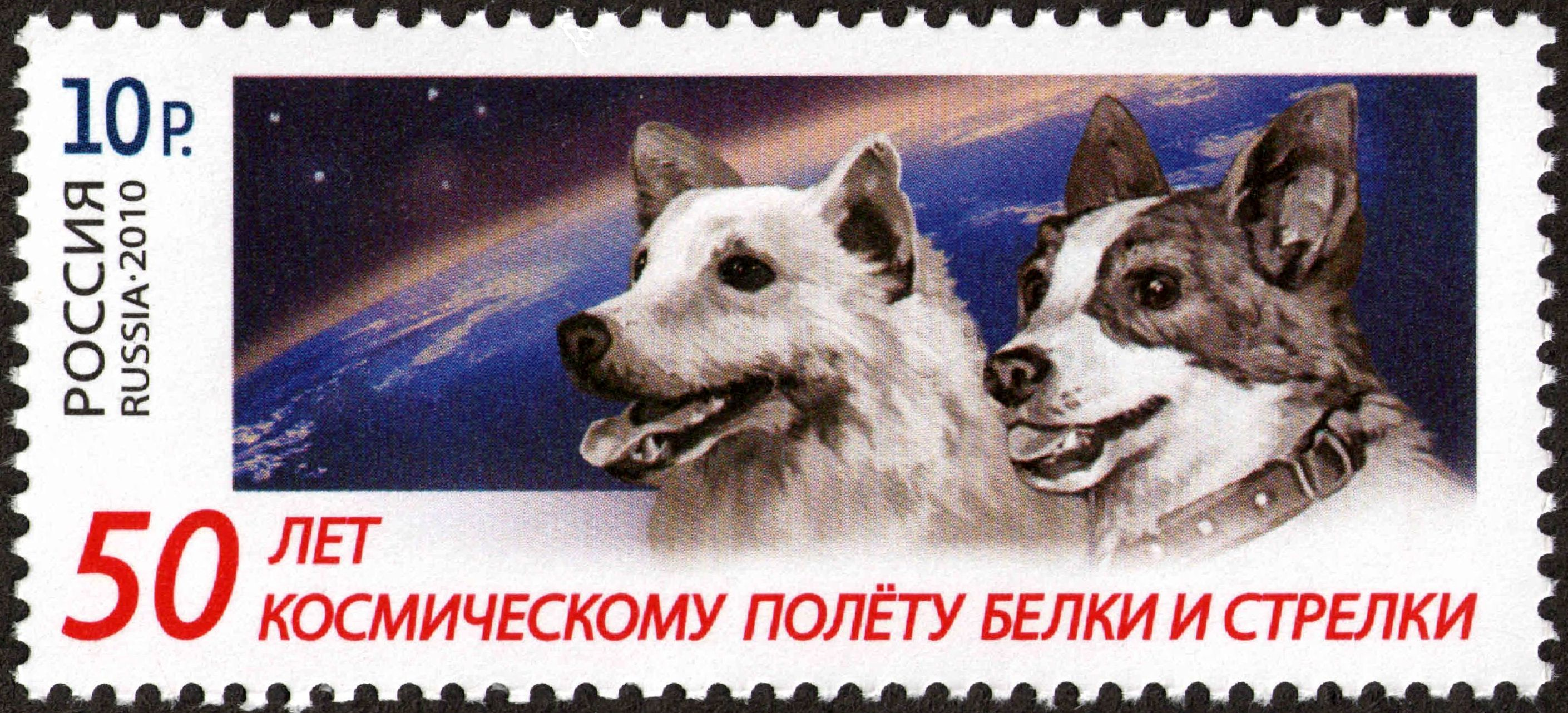
Sello conmemorativo del 50 aniversario del lanzamiento de Belka y Strelka (izquierda y derecha respectivamente).

El 19 de agosto de 1960, Belka y Strelka estuvieron un día en el espacio a bordo del Sputnik 5 y volvieron sanos.
Con ellos iban varios animales (un conejo grisáceo, 42 ratones, dos ratas), plantas y hongos. Este fue el primer viaje en el que todos sobrevivieron al regresar de la órbita.
Strelka tuvo seis cachorros con un perro macho llamado Pushok, el cual participó en varias pruebas espaciales pero jamás viajó al espacio. En 1961, el Presidente Nikita Jrushchov le regaló a Caroline Kennedy, hija del Presidente John F. Kennedy, uno de los cachorros que se llamaba Pushinka. Pushinka y el perro del presidente, Charlie, tuvieron cuatro cachorros, lo que se llegó a catalogar como un romance en plena Guerra fría, mientras Kennedy los llamó pupniks de manera cómica. Dos de los cachorros: Butterfly y Streaker fueron regalados a niños de la Región Medio Oeste de Estados Unidos, mientras que los otros dos: Tips y Blackie vivieron en la residencia Kennedy en Squaw Island hasta que los regalaron a amigos de la familia. Hoy en día, los descendientes de Pushinka siguen vivos y en el Museo Zvezda de Moscú se pueden ver las fotos de los descendientes de todos los perros espaciales.
En 2010 se produjo una película animada titulada Belka i Strelka: Zvyodnye sobaki, a la que siguió una secuela titulada Belka i Strelka: Karibskaya Tayna en 2020.

### Pchyolka y Mushka
El 1 de diciembre de 1960, Pchyolka y Mushka orbitaron un día en el Sputnik 6 con otros animales, vegetales e insectos. Debido a un error de navegación, la nave fue destruida deliberadamente al entrar en la atmósfera y fallecieron. Mushka fue uno de los tres perros entrenados para el Sputnik 2 tras pasar satisfactoriamente las pruebas, pero no fue escogido por negarse a comer.

### Chernushka
El 9 de marzo de 1961, Chernushka viajó a bordo del Sputnik 9 junto con un ratón, una cobaya y un muñeco de pruebas al que en el programa Vostok llamaron Ivan Ivanovich. El muñeco salió eyectado de la cápsula durante la reentrada y realizó un aterrizaje suave con un paracaídas. Chernushka salió ileso de la cápsula.

### Zvyozdochka
Zvyozdochka, nombre que le puso Yuri Gagarin, realizó una vuelta orbital el 25 de marzo de 1961. Al igual que el can anterior, se volvió a utilizar un muñeco de pruebas antes del despegue que debía realizar Gagarin el 12 de abril. El perro salió ileso de la cápsula.

### Veterok y Ugolyok

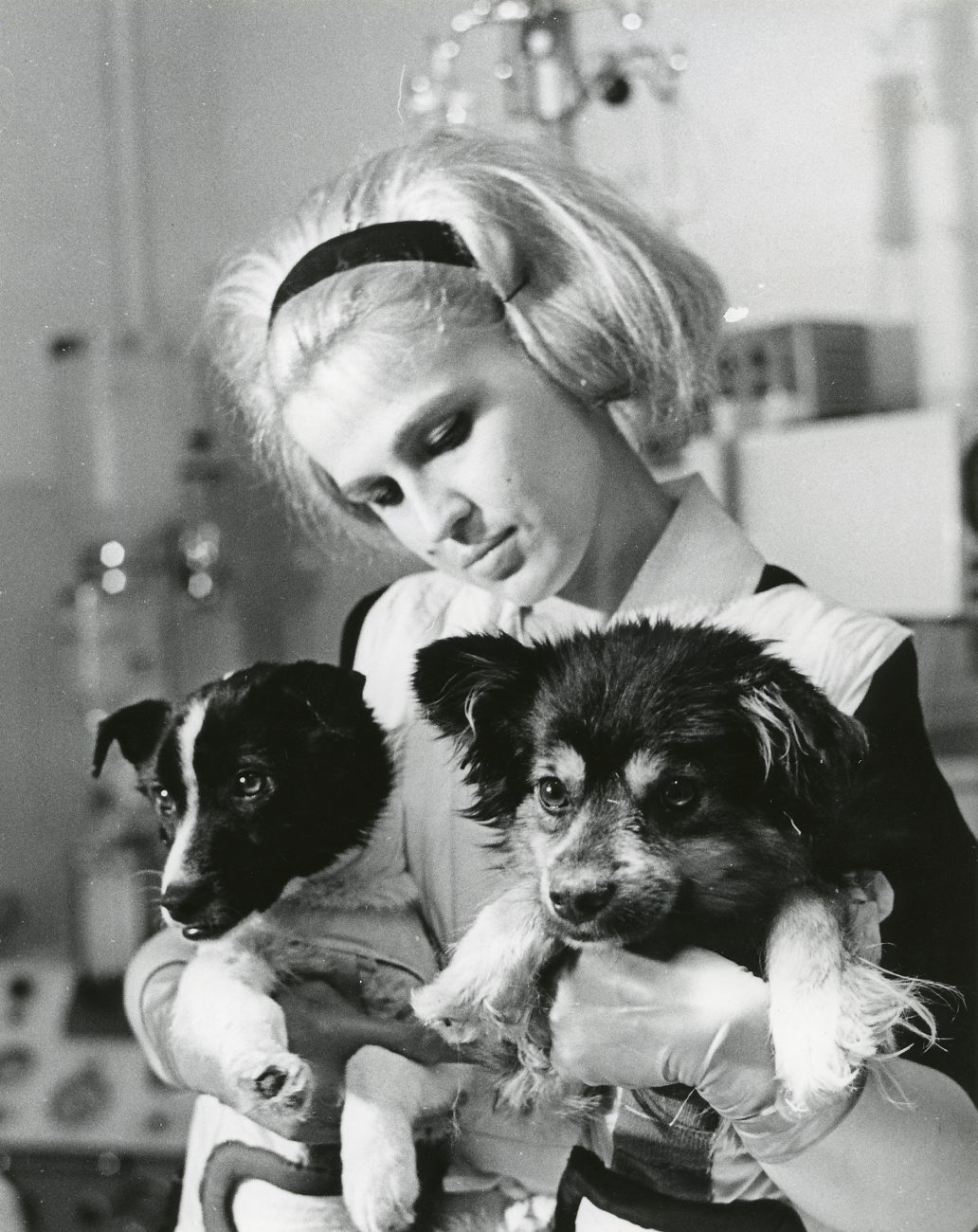
Los perros Ugolyok y Veterok.

Veterok y Ugolyok despegaron el 22 de febrero de 1966 a bordo del Cosmos 110 y pasaron veintidós días en órbita antes de entrar en la atmósfera el 16 de marzo siendo este el viaje más largo tripulado por seres vivos hasta el Skylab 2 en junio de 1973. A día de hoy sigue siendo el vuelo más largo realizado por canes.